# Bernadette Belle Ong
 Bernadette Belle Wu Ong là một nữ diễn viên, người mẫu, MC và người đẹp người Singapore. Cô được bầu chọn làm Hoa hậu Hoàn vũ Singapore 2020 và là đại diện cho Singapore tham dự Hoa hậu Hoàn vũ 2020.

## Tiểu sử
Ong sinh ra tại Philippines với cha mẹ là người Trung Quốc. Sau đó, gia đình cô di cư đến Singapore khi cô 10 tuổi. Trước đó, cô đã theo học ở một trường học tại Úc trước khi tới Singapore.

## Các cuộc thi sắc đẹp

### Hoa hậu Sắc đẹp Quốc tế 2019
Ong dự thi Hoa hậu Hoàn vũ Singapore năm 2019 và giành được danh hiệu Hoa hậu Sắc đẹp Singapore 2019. Cô đại diện cho Singapore tham dự Hoa hậu Sắc đẹp Quốc tế 2019. Cô đã được lựa chọn để tranh tài tại Hoa hậu Hoàn vũ 2020, sự kiện được rời thời gian tổ chức xuống ngày 16 tháng 5 năm 2021 do những ảnh hưởng của đại dịch COVID-19.

### Trang phục dân tộc
Ngày 14 tháng 5 năm 2021, Ong đã nhận được sự chú ý từ phía công chúng khi mặc chiếc áo choàng có khẩu hiệu "Stop Asian Hate" trong vòng trang phục dân tộc của cuộc thi nhằm lên tiếng phản đối các cuộc tấn công phân biệt chủng tộc, chống lại những người gốc Á giữa đại dịch, đặc biệt là ở Hoa Kỳ – nơi cuộc thi đang được tổ chức.
Cô cũng cho biết trang phục dân tộc của cô được lấy cảm hứng từ Quốc kỳ Singapore, biểu tượng cho sự đoàn kết của người dân và sự hòa hợp xã hội trong một quốc gia đa chủng tộc, đa văn hóa và đa tôn giáo.